# Läroverket för gossar och flickor
Läroverket för gossar och flickor, även kallad Brobergska samskolan eller Broban, var ett svenskspråkigt läroverk som verkade i Helsingfors år 1883-1973. Skolan var den första samskolan i Finland,

## Historik
Läroverket för gossar och flickor grundades år 1883 av professor Fridolf Gustafsson, försäkringsmannen Uno Kurtén och professor Georg Asp. Karl Theodor Broberg fungerade som skolans första rektor, åren 1883-1900. Till en början hette skolan Helsingfors lärovärk för gossar och flickor, men stavningen av ordet lärovärk korrigerades till läroverk efter några år. Skolan kallades inofficiellt "Brobergska skolan" eller "Broban", efter sin rektor. År 1912 bytte skolan officiellt namn till Läroverket för gossar och flickor.

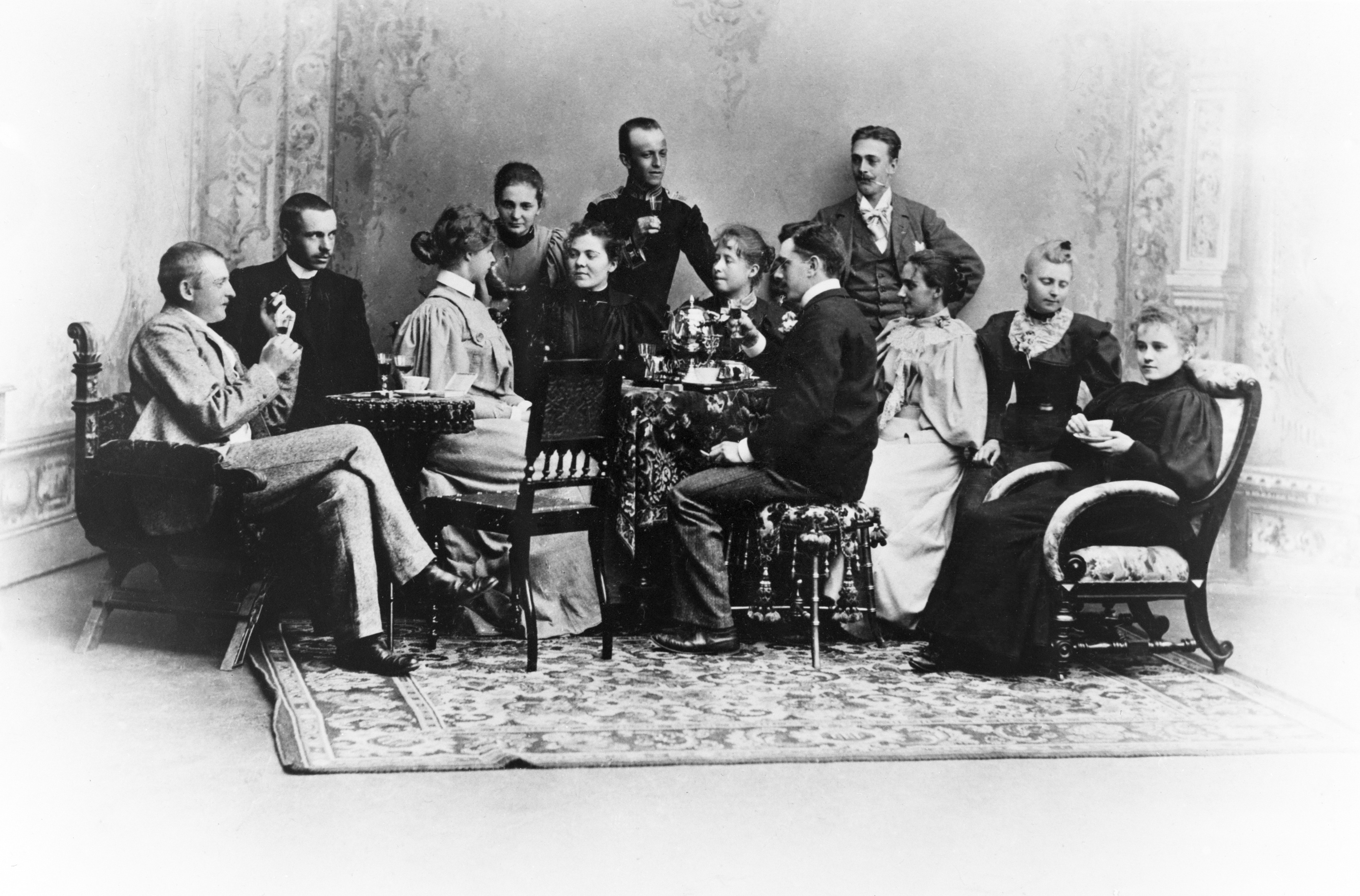
Klassmöte bland elever i årskurs sju år 1895.

Skolan hade nio klasser och från och med år 1889 kunde eleverna avlägga studentexamen. Skolan bröt ny mark inom undervisningen i Finland i och med att den var landets första samskola. Det innebar att också flickor kunde ta studentexamen i skolan och sedan studera vidare vid ett universitet. Skolan följde en läroplan med särskilda betoningar fram till förtrycksperioderna i Finland (1899-1905) då alla läroplaner likriktades.

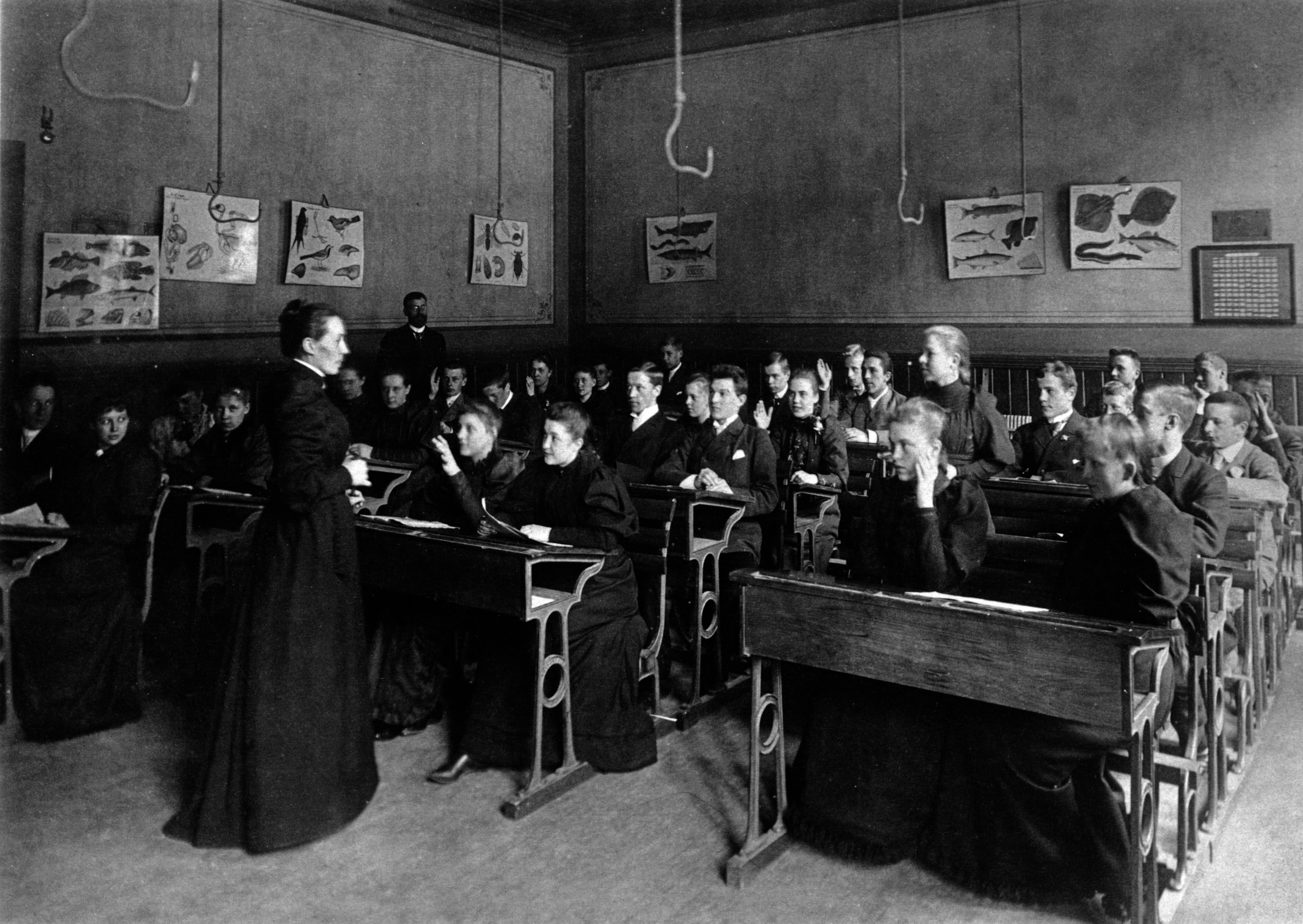
Undervisning i Läroverket för gossar och flickor på 1890-talet.

Skolan verkade till en början i hörnet av Brunnsgatan och Östra Henriksgatan (numera Mannerheimvägen). Den verkade också en tid på Bulevarden 7-9 och i Tyska skolans tidigare utrymme i hörnet av Bulevarden och Esplanaden. År 1895 fick skolan slutligen sitt eget hus på Högbergsgatan 23 i stadsdelen Gardestaden, där Designmuseet numera ligger.

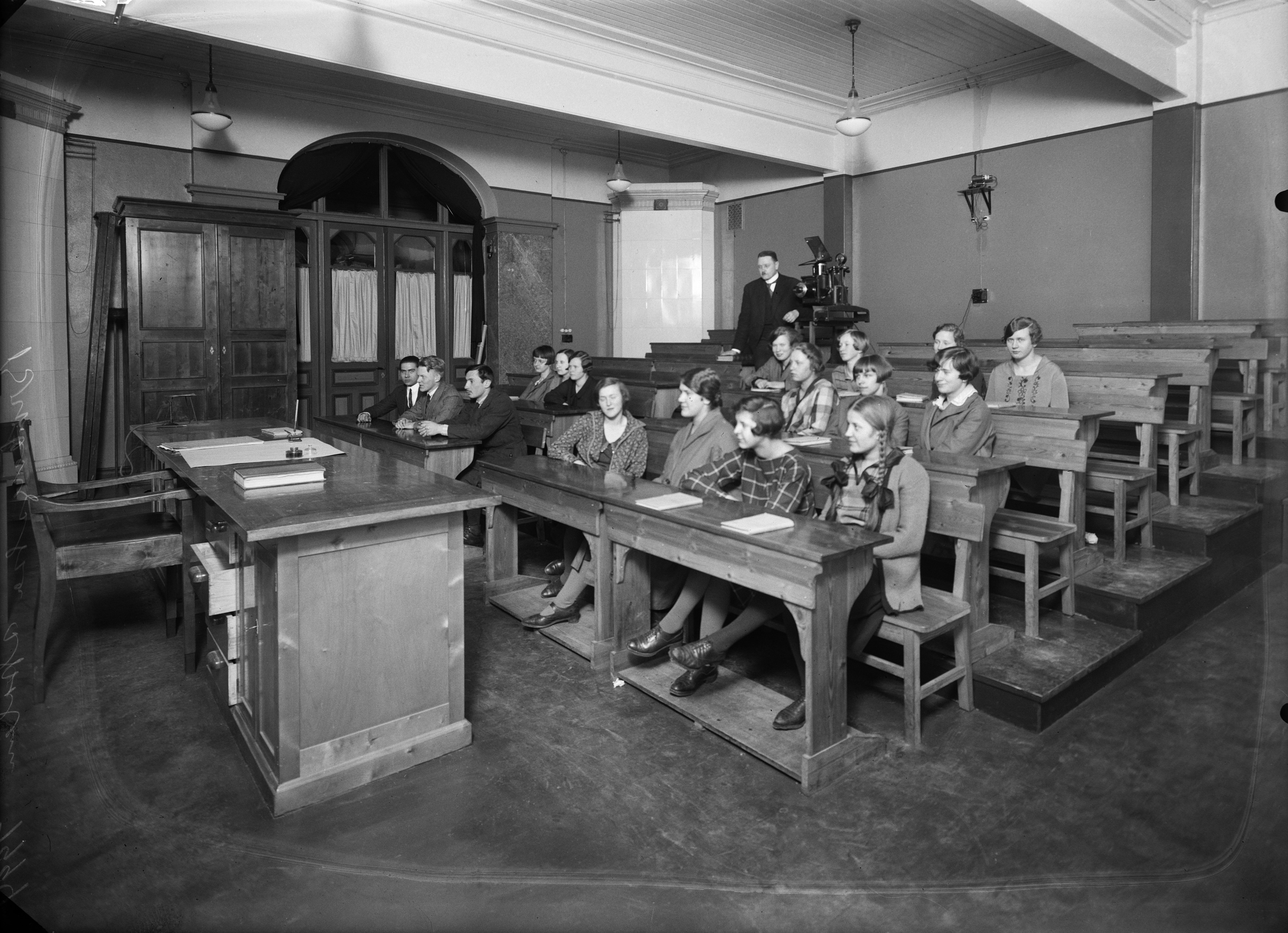
Fysiklektion i Läroverket för gossar och flickor år 1925.

År 1973 slogs skolan samman med Laguska skolan och fick namnet Minervaskolan, och år 1975 sammanslogs den nya skolan med Tölö svenska samskola (Zillen). Två år senare lades skolan slutligen ner vid övergången till grundskolan år 1977 och verksamheten togs över av Lönnbäckska skolan och Lönnbäckska gymnasiet.
Skolan ägdes av Aktiebolaget Läroverket för gossar och flickor år 1883-1974 och av Förening för Minervaskolans upprätthållande 1974-1977.
Som underhyresgäst på Högbergsgatan 23 fungerade även Svenska aftonläroverket i Helsingfors åren 1947-1971.

## Elevantal
Läroverket för gossar och flickor hade som mest elever under 1930-talet, över 350, och tidvis över 30 lärare.
| Läsår   | lärare | elever | studenter |
| 1890/91 | 29     | 281    | 9         |
| 1900/01 | 36     | 333    | 24        |
| 1910/11 | 29     | 311    | 13        |
| 1920/21 | 28     | 351    | 13        |
| 1930/31 | 28     | 354    | 22        |
| 1938/39 | 27     | 328    | 25        |
| 1950/51 | 25     | 329    | 13        |
| 1960/61 | 19     | 320    | 24        |
| 1970/71 | 23     | 268    | 24        |
| 1983/84 | 10     | 46     | -         |

## Rektorer
- 1883-1900 Karl Theodor Broberg
- 1900-1905 J.M. Granit
- 1905-1917 Jakob Einar Meinander
- 1917-1925 Rolf Krogerus
- 1925-1944 Fritiof Freudenthal
- 1944-1947 Torsten Steinby
- 1947-1968 Eric W. Nyström
- 1968-1973 Hilding August Karling
- 1973-1977 Margareta Grigorkoff

## Lärare i urval
- Waldemar Aspelin, arkitekt
- Sofia Streng, skolledare, politiker, grundande medlem i Martharörelsen
- Tor Therman, lärare, rektor
- Annie Edelfelt, lärare (syster till Albert Edelfelt)[7]

## Alumner i urval
- Widar Brenner, botanist
- Uno Brummer, journalist, översättare, författare
- Elsa Bruun, bibliotekarieledare
- Ruth Dahl, författare
- Emil Fabritius, arkitekt
- Greta Hällfors-Sipilä, konstnär, målare
- Ernst Häyrén, botaniker
- Tove Jansson, författare, illustratör, konstnär, serieskapare
- Viktor Jansson, skulptör
- Ruben Lagus, militär, generalmajor
- Tor Nessling, industriman
- Gunnar Nordström, fysiker
- Gunnar von Numers, järnvägstjänsteman, poet
- Kalle Nyman, apotekare
- Per-Olof Nyström, tecknare, reklamkonstnär
- Gunna Möller, konstnär
- Oskar August Rosenqvist, rektor för Svenska handelshögskolan i Helsingfors
- Axel Salingre, tandläkare, kommerseråd
- Gunnar Takolander, jurist, bankman, politiker
- Elli Tompuri, skådespelare
- Edward Wegelius, flygingenjör
- Michael Widenius, programmerare, företagare